# Igstadt
Igstadt est un quartier de la ville de Wiesbaden en Allemagne.